# Comesa (motorfiets)
Comesa is een Spaans historisch merk van motorfietsen.
In 1957 verwierf Comesa de licentie om in Spanje de Italiaanse FB Mondial-motorfietsen te produceren. Het werd geen succes, want het bleef bij dit ene jaar.